# Province de Yarowilca
La province de Yarowilca (en espagnol : Provincia de Yarowilca) est l'une des onze provinces de la région de Huánuco, dans le centre du Pérou. Son chef-lieu est la ville de Chavinillo.

## Géographie
La province couvre une superficie de 759,71 km2. Elle est limitée au nord et à l'ouest par la province de Dos de Mayo, à l'est par la province de Huánuco et au sud par la province de Lauricocha.

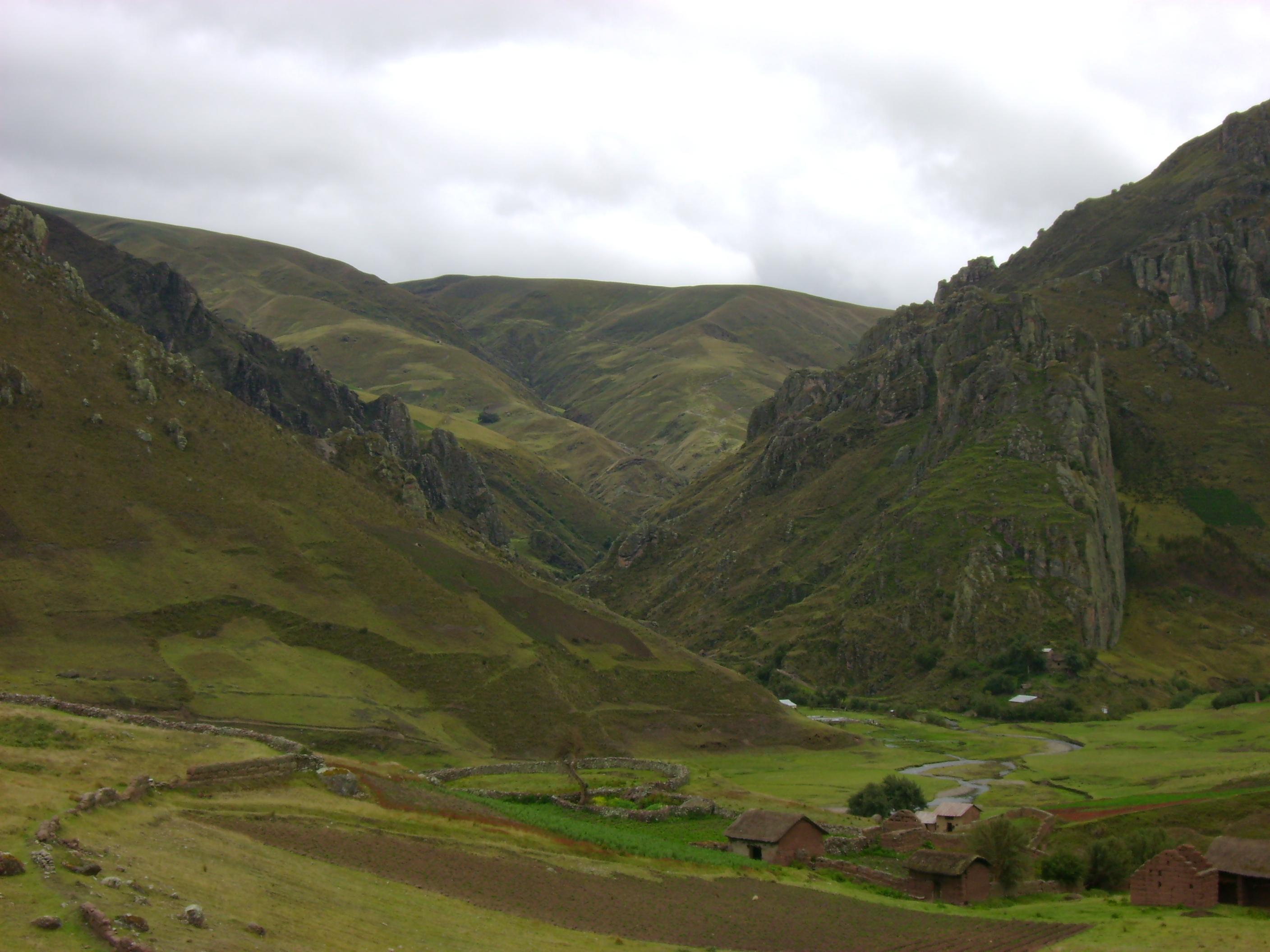
Isi Pampa dans le quartier de Jacas Chico

## Population
La population de la province s'élevait à 38 813 habitants en 2005.

## Subdivisions

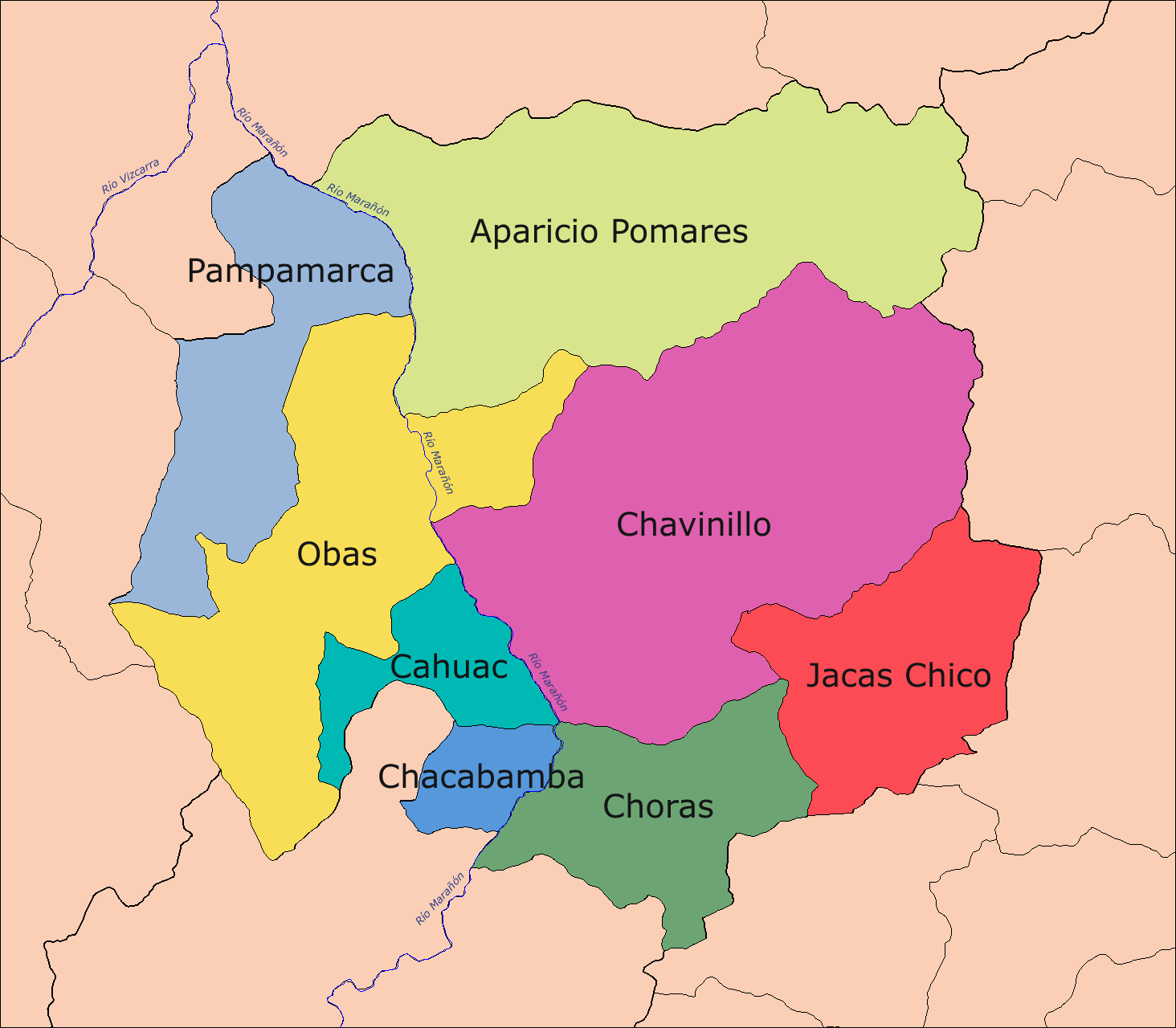
Division administratif de la province de Yarowilca.

La province est divisée en huit districts :
- Aparicio Pomares
- Cahuac
- Chacabamba
- Chavinillo
- Choras
- Jacas Chico
- Obas
- Pampamarca